# یواس‌اس بالارد (دی‌دی-۲۶۷)
یواس‌اس بالارد (دی‌دی-۲۶۷) (به انگلیسی: USS Ballard (DD-267)) یک کشتی بود که طول آن ۹۵٫۸۱ متر (۳۱۴٫۳ فوت) بود. این کشتی در سال ۱۹۱۸ ساخته شد.